# Javier Villacorta Nacimento
Javier Villacorta Nacimento es un comerciante y político peruano. Actualmente es consejero regional de Loreto por la provincia de Requena y fue alcalde del distrito de Alto Tapiche durante periodos consecutivos entre 2011 y 2018.
Nació en el distrito de Alto Tapiche, provincia de Requena, departamento de Loreto, Perú, el 27 de enero de 1975, hijo de Humberto Javier Villacorta Dávila y Emma Nacimento Panaifo. Cursó sus estudios primarios en la ciudad de Iquitos y los secundarios en la ciudad de Requena. No cursó estudios superiores
Su primera participación política fue en las elecciones municipales de 2002 cuando se presentó como candidato a alcalde del distrito de Alto Tapiche por la agrupación UNIPOL sin éxito. En las elecciones municipales del 2006 fue candidato a la alcaldía de ese distrito por el Movimiento Independiente Loreto - MI Loreto siendo elegido con el 53.371% de los votos. Durante su gestión fue promovida una consulta popular de revocatoria contra él y tres regidores municipales. En esta consulta popular no se alcanzaron los votos para su revocatoria. Fue elegido nuevamente en las elecciones municipales del 2014 por el mismo movimiento y con el 31.946% de los votos. Ante la prohibición de reelección de las autoridades ediles impuesta en el 2018, participó en las elecciones regionales como candidato al consejo del Gobierno Regional de Loreto por la provincia de Requena por el partido Restauración Nacional siendo elegido.
En el año 2012, Villacorta Nacimento fue condenado a dos años de pena privativa de la libertad suspendida y reparación civil de dos mil soles por el delito de homicidio culposo en agravio de Jorge Tello Rodríguez y otros habiendo cumplido su condena y siendo rehabilitado en el año 2014.